# Bruce Greenwood

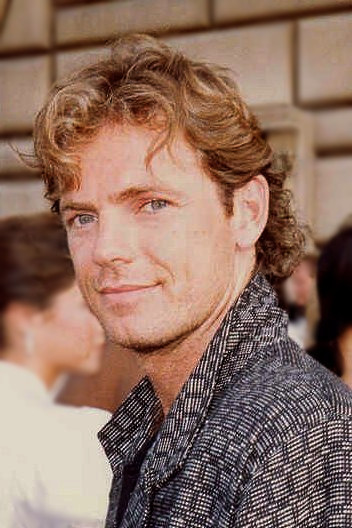
Bruce Greenwood på Emmygalan 1987.

Bruce Greenwood, född 12 augusti 1956 i Noranda i Québec, är en kanadensisk skådespelare och producent.
Greenwood är gift med Susan Devlin sedan 1985.

## Filmografi, urval
- 1982 – First Blood
- 1986–1988 – St. Elsewhere (TV-serie) (45 avsnitt)
- 1990 – Summer Dreams: The Story of The Beach Boys
- 1991–1992 – Knots Landing (TV-serie) (22 avsnitt)
- 1992 – Passagerare 57
- 1994 – Exotica
- 1997 – Två pappor för mycket
- 1998 – Inte som andra
- 1999 – Double Jeopardy
- 2000 – Rules of Engagement
- 2000 – Tretton dagar
- 2002 – Ararat
- 2002 – Below
- 2002 – Swept Away
- 2003 – Brottsplats Hollywood
- 2003 – The Core
- 2004 – I, Robot
- 2005 – Capote
- 2005 - Zuper Zebran
- 2007 – National Treasure: Hemligheternas bok
- 2007 - I'm Not There
- 2009 – Star Trek
- 2010 – Batman: Under the Red Hood (röstroll)
- 2011 – Super 8
- 2012 – Flight
- 2013 – Star Trek Into Darkness
- 2014 - The Captive
- 2014 – Good Kill
- 2015 – Mad Men (TV-serie) (4 avsnitt)
- 2015 - Truth
- 2016 – Fallet O.J. Simpson: American Crime Story (TV-serie)
- 2017 – Kingsman: The Golden Circle
- 2017 – The Post
- 2020 – I Know This Much Is True (TV-serie)
- 2024 – The Fabulous Four